# Tub Geiger-Müller

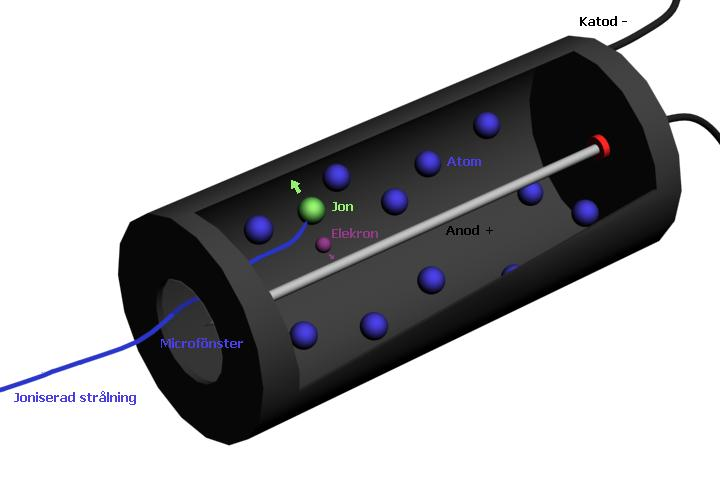
Tub Geiger-Müller

Un  tub de Geiger-Muller  és un instrument de mesura per al registre de la radiació ionitzant, que s'utilitza en un comptador Geiger. La radiació ionitzant pot, per exemple, generar-se en la desintegració radioactiva. De fet, es tracta d'un tipus particular de cambra d'ionització, en què una de les plaques està enrotllada formant un cilindre i l'altra se substitueix per un fil situat en l'eix d'aquest cilindre. El tub sol estar segellat i farcit d'un gas inert, de manera que no circula corrent entre els dos elèctrodes encara que es mantinguin polaritzats a potencials diferents.
Si una partícula de radiació ionitzant entra al tub (una partícula alfa, beta o un raig gamma) crea una traça d'ions en el gas. Aquests ions permeten durant un instant que es formi un camí conductor entre els elèctrodes, disparant un breu impuls de corrent. Si la sortida es connecta a un altaveu, pot sentir-se el familiar espetec d'un comptador Geiger.

## Funcionament

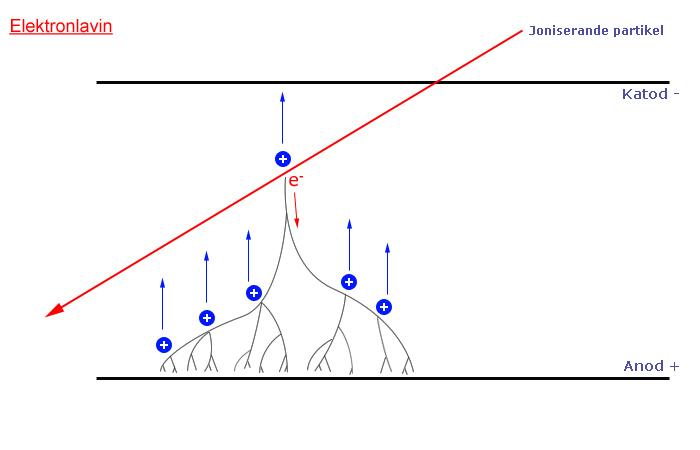
Allau d'electrons generat per una partícula ionitzant entrant.

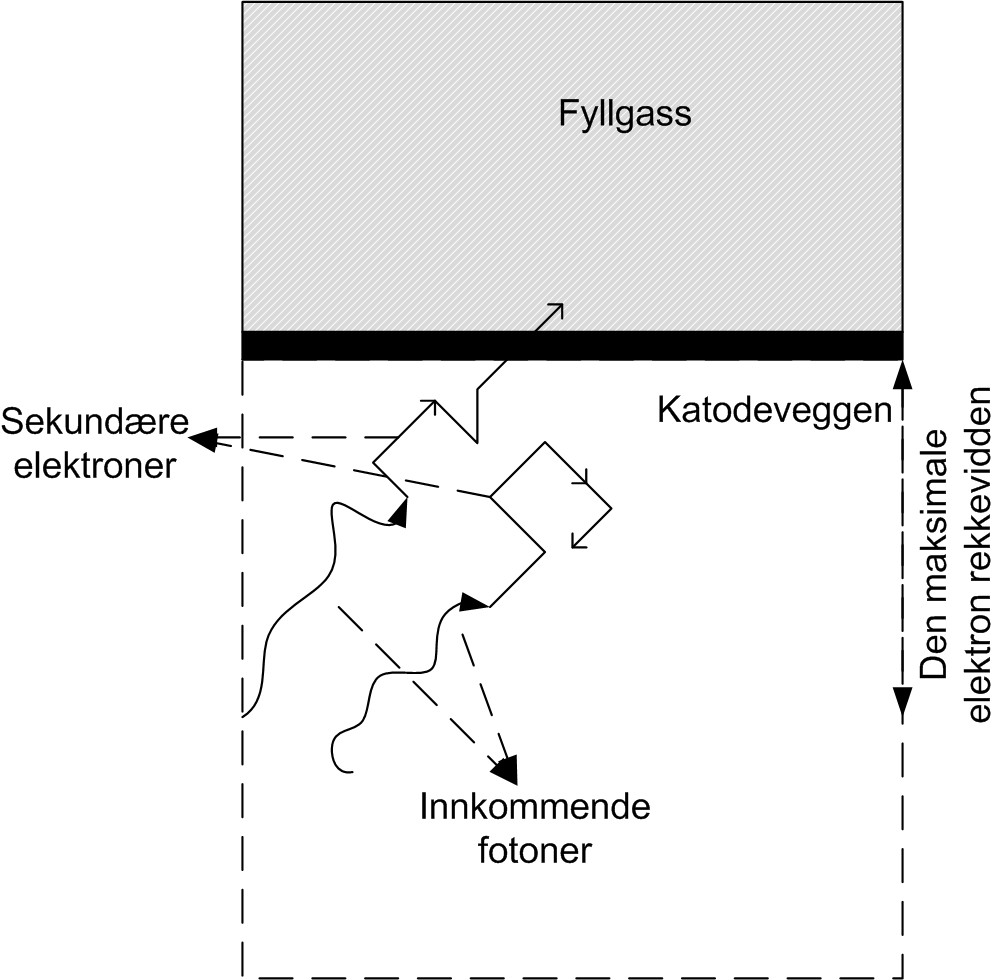
Allau d'electrons generat per un fotó entrant.

El tub de Geiger està format per un cilindre ple d'un gas inert (normalment heli, neó o argó amb altres halògens afegits) a baixa pressió, en relació amb la pressió atmosfèrica. El tub conté un fil metàl·lic al llarg del seu eix que fa d'elèctrode. El càtode (tub exterior) i l'ànode (fil interior) es polaritzen amb uns centenars de volts, sense que hi circuli corrent en l'estat de repòs.
En un extrem hi ha una "finestra" feta d'una "làmina prima de mica" que permet l'entrada de partícules alfa (nuclis d'heli), partícules beta, raigs gamma, fotons, raigs X, etc.. Els àtoms del gas són totalment neutres i quan alguna partícula ionitzant, de les abans esmentades, penetra dins el tub, ionitza els àtoms descompensant la càrrega i es desprenen electrons dels àtoms del gas; aquests electrons són atrets cap a l'elèctrode central, per raó del seu voltatge positiu. En fer-ho guanyen energia, col·lideixen amb altres àtoms i alliberen més electrons, fins que el procés es converteix en una "allau" que produeix un impuls de corrent perceptible.
Per cada ionització amb èxit en el tub, augmenta la caiguda de tensió a través de la resistència elèctrica de polarització. Aquest ràpid pic de tensió és enregistrat per un comptador. Un curt temps després de passar el pic tensió, es restableix l'equilibri inicial i està a punt per una nova ionització (o mesurament).